# Palatul Széki din Cluj-Napoca
Palatul Széki este o clădire neogotică ridicată pe malul râului Someș din Cluj în anul 1893 de farmacistul și profesorul universitar Miklós Széki. Adresa palatului este în prezent str. Regele Ferdinand nr. 37 (mai demult strada Podului), colț cu strada Barițiu (mai demult strada Morii).

## Descriere
Edificiul este opera arhitectului Samu Pecz (1854-1922). 
Palatul adăpostește mai multe apartamente de locuit. La parter se află câteva magazine, inclusiv o farmacie. Suprafețele pereților sunt acoperite de cărămidă aparentă, dar portalul, ancadramentele, arcadele oarbe, frizele dintre nivele și de sub cornișă sunt cioplite în piatră. 

## Galerie

Cartuș cu o monogramă în el, într-un fronton